# Rhyacophila simplex
Rhyacophila simplex là một loài Trichoptera trong họ Rhyacophilidae.